# Declaración de guerra de Canadá contra Alemania

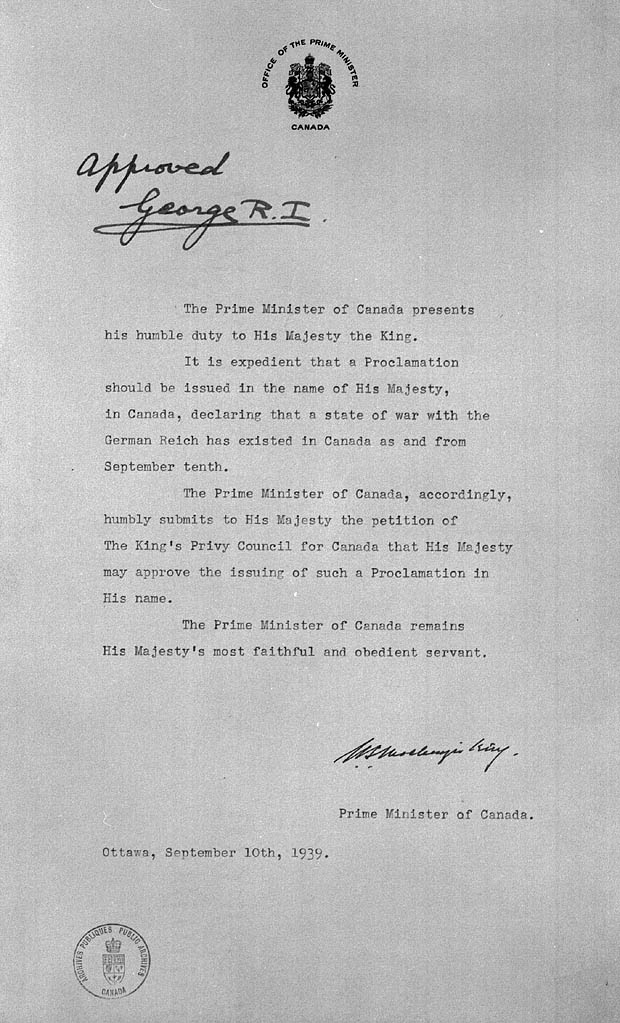
Solicitud del primer ministro Mackenzie King al rey Jorge VI para que apruebe la declaración de guerra contra Alemania, 10 de septiembre de 1939.

El 10 de septiembre de 1939, mediante una orden en consejo firmada por el Rey Jorge VI, Canadá declaró la guerra a Alemania después de que el Reino Unido y Francia también entraran en estado de guerra con el régimen nazi. El primer ministro canadiense, William Lyon Mackenzie King, anunció la recomendación de una declaración de guerra en un discurso transmitido por radio, realizado desde Ottawa, el 3 de septiembre de ese año. El asunto se debatió entonces en el Parlamento, aunque la declaración era un asunto de prerrogativa real y no requería de aprobación parlamentaria. Esto convirtió a Canadá en el primer país americano en ingresar a la Segunda Guerra Mundial.

## Antecedentes
Después de la Primera Guerra Mundial, Adolf Hitler subió al poder como nuevo canciller de la Alemania nazi. William Mackenzie King, entonces primer ministro canadiense, realizó una visita a Hitler el 29 de junio de 1937, durante la cual ambos manifestaron su deseo de evitar la guerra; sin embargo, Mackenzie King señaló que Canadá y otras naciones estaban preocupadas por el armamento rápido de Alemania, que Hitler culpó al Tratado de Versalles, un pacto que había violado al enviar tropas a Renania el 7 de marzo de 1936. Mackenzie King le advirtió al Führer que, si estallaba una guerra entre Alemania y Gran Bretaña, su gobierno estaría del lado de este último. Mackenzie King también se reunió con el presidente del Reichstag Hermann Göring, quien, de manera más inquietante, le preguntó si los canadienses apoyarían a Gran Bretaña si iniciaba un conflicto sobre la entonces hipotética unificación de Alemania y Austria. En respuesta, Mackenzie King dijo que dependería de las circunstancias. Lo que el primer ministro le había dicho a su homólogo británico, Neville Chamberlain, cuando estaba en Londres en mayo de 1937 era más seguro: Canadá estaría con Gran Bretaña en caso de que estallara un conflicto internacional.
Aunque Mackenzie King todavía esperaba la paz, el armamento continuo de la Alemania nazi y la violación de los tratados obligaron al primer ministro a aceptar que Canadá podría tener que luchar una vez más junto a Gran Bretaña si estallaba la guerra. Los canadienses y el gobierno se sintieron aliviados cuando se firmó el Acuerdo de Múnich el 30 de septiembre de 1938, otorgando los Sudetes de Checoslovaquia a los alemanes.
Después de que el Tercer Reich ignorara el Acuerdo de Múnich e invadiera las áreas checas de Bohemia y Moravia el 15 de marzo de 1939, Mackenzie King dijo a la Cámara de los Comunes el 20 de marzo que Canadá acudiría en ayuda de Gran Bretaña si las bombas caían sobre Londres. Diez días después, dijo que la idea de que el país fuera a la guerra, solo 20 años después de la última, era una "locura", aunque también dijo que el gobierno rechazaría la neutralidad. Le dijo al gobierno británico en abril que no podía predecir el curso de acción de Canadá, en caso de que Gran Bretaña fuera a la guerra y fuera atacada. Lapointe afirmó que la participación de Canadá en cualquier conflicto sería en su propio interés. Su enfoque fue visto mucho más favorablemente por los medios y el público canadiense.

## Texto de declaración
La siguiente carta fue publicada por The Canada Gazette, la publicación oficial registrada de Canadá, la mañana siguiente a la declaración de guerra contra la Alemania nazi.

The Canada Gazette
PROCLAMACIÓN
TWEEDSMUIR,
[L.S.]
CANADÁ
Rey Jorge VI, Por la Gracia de Dios, de Gran Bretaña, Irlanda y los dominios británicos de ultramar, defensor de la fe, Emperador de la India.
A TODOS A QUIENES lleguen estos Regalos o a quienes puedan interesar de alguna manera.
SALUDO:

UNA PROCLAMACIÓN
CONSIDERANDO que por y con el asesoramiento de Nuestro Consejo Privado de Canadá Hemos manifestado Nuestra Aprobación de la emisión de una Proclamación en el Canada Gazette declarando que existe un Estado de Guerra con el Reich Alemán y ha existido en Nuestro Dominio de Canadá desde el décimo día de septiembre de 1939;
POR LO TANTO, por la presente declaramos y proclamamos que existe y ha existido un estado de guerra con el Reich alemán en nuestro dominio de Canadá desde el diez de septiembre de 1939.
DE TODO LO CUAL Nuestros Amados Súbditos y todos los demás a quienes estos Regalos puedan interesar están obligados a tomar nota y gobernarse en consecuencia.
EN TESTIMONIO DE LO CUAL, tenemos estas Nuestras Cartas para ser patentadas y el Gran Sello de Canadá para ser adherido al presente. TESTIGO: Nuestro Muy Fiel y Amado John (Buchan), Barón de Tweedsmuir de Elsfield, Miembro de Nuestro Muy Honorable Consejo Privado, Caballero de la Gran Cruz de Nuestra Distinguida Orden de San Miguel y San Jorge, Caballero de la Gran Cruz de Nuestra Real Orden Victoriana, Miembro de Nuestra Orden de los Compañeros de Honor, Gobernador General y Comandante en Jefe de Nuestro Dominio de Canadá.
EN NUESTRA CASA DE GOBIERNO [ Rideau Hall ], en Nuestra Ciudad de Ottawa, este día diez de septiembre, en el año de Nuestro Señor mil novecientos treinta y nueve y en el Tercer año de Nuestro Reinado.
Por Comando.
WL MACKENZIE KING.

Primer Ministro de Canadá.